# Solenopsis photophila
Solenopsis photophila é uma espécie de formiga do gênero Solenopsis, pertencente à subfamília Myrmicinae.